# Stenoxenus dimorphus
Stenoxenus dimorphus är en tvåvingeart som beskrevs av Jean-Jacques Kieffer 1909. Stenoxenus dimorphus ingår i släktet Stenoxenus och familjen svidknott.
Artens utbredningsområde är Peru. Inga underarter finns listade i Catalogue of Life.